# Junnonsaari
Junnonsaari är en ö i Finland. Den ligger i älven Siikajoki och i kommunen Siikalatva i den ekonomiska regionen  Haapavesi-Siikalatva ekonomiska region  och landskapet Norra Österbotten, i den centrala delen av landet, 500 km norr om huvudstaden Helsingfors. Öns area är 0,9 hektar och dess största längd är 240 meter i nord-sydlig riktning.